# Haunsheim
Haunsheim es un municipio situado en el distrito de Dilinga, en el estado federado de Baviera (Alemania), con una población a finales de 2016 de unos 1586 habitantes.
Se encuentra ubicado al oeste del estado, en la región de Suabia, cerca de la frontera con el estado Baden-Wurtemberg y de la orilla del río Danubio.